# Священство и Царство (Россия, начало XX века — 1918 год). Исследования и материалы
«Священство и Царство (Россия, начало XX века — 1918 год). Исследования и материалы» — монография российского историка Михаила Бабкина о взаимоотношениях в России церковной и императорской властей в период российских революций. В книге проводится «тщательный анализ событий того времени». Предлагается принципиально новая трактовка целого ряда событий российской истории. Комплекс процессов и явлений государственно-церковных отношений в России с начала XX века по 1918 год освещается в русле одной из основных тем церковной истории — историко-богословской проблемы «священства-царства». В монографии утверждается, что «Церковь стала чуть ли не главной силой, свергнувшей монархию в 1917 году».
Центральное место в книге отводится анализу позиции Святейшего синода, епископата и рядового духовенства Православной российской церкви в дни Февраля 1917 года. Работа полемична как по своему подходу, так и по композиции, формируемой массой разрабатываемых сюжетов-проблем. Побуждает к дискуссии о характере и оценках изучаемых событий.
Монография является междисциплинарным исследованием, имеет «креативный потенциал», вызвав «большой резонанс в церковных и околоцерковных кругах». Рассчитана на историков, политологов, социологов, теологов, правоведов и всех, интересующихся историей России и Русской православной церкви.

## Из истории создания
Интерес Михаила Бабкина к теме возник в 1991 году, во время учёбы на 4-м курсе физического факультета МГУ. Желание создать книгу о политической позиции высшего духовенства Русской православной церкви в период Февраля 1917 года появилось у него в 1997 году. С 1999 года он целиком посвятил себя историческим исследованиям.
Процесс научного поиска повлиял на конфессиональный выбор Бабкина. На вопрос «Имели ли Вы сами опыт церковной жизни?», он отвечает: «Когда-то я был в РПЦ МП, в которой и крещён. Как я понял много позже — крещён по „чину кентавра“, то есть обливанием лишь головы и рук по локоть. Углубившись же в тему „Духовенство РПЦ и свержение монархии“ и сделав для себя некоторые выводы, в том числе и вероисповедного содержания, я оставил юрисдикцию этой структуры».
В 2003 году автором были защищены кандидатская и в 2007 году — докторская диссертации.
Выявленные в российских архивах и библиотеках документы в 2006 году были опубликованы в виде сборника документов (второе издание — в 2008 году):
- Российское духовенство и свержение монархии в 1917 году. (Материалы и архивные документы по истории Русской православной церкви) / Сост., авт. предисл. и комм. М. А. Бабкин. — М.: Изд. Индрик, 2006. — 504 с.; ил. — 1300 экз. — ISBN 5-85759-351-4.
- То же. — М.: Изд. Индрик. 2008. Изд. 2-е, исправленное и дополненное. — 632 с.; ил. — 3000 экз. — ISBN 978-5-85759-444-5

Основные выводы «Священства и Царства…» прозвучали в серии статей Бабкина (с 2003 года) и первой его монографии (2007):
- Бабкин М. А. Духовенство Русской православной церкви и свержение монархии (начало XX в. — конец 1917 г.). — М.: Изд. Гос. публ. ист. б-ки России, 2007. — 532 с. — 500 экз. — ISBN 5-85209-176-6 (ISBN 5-85209-176-5)

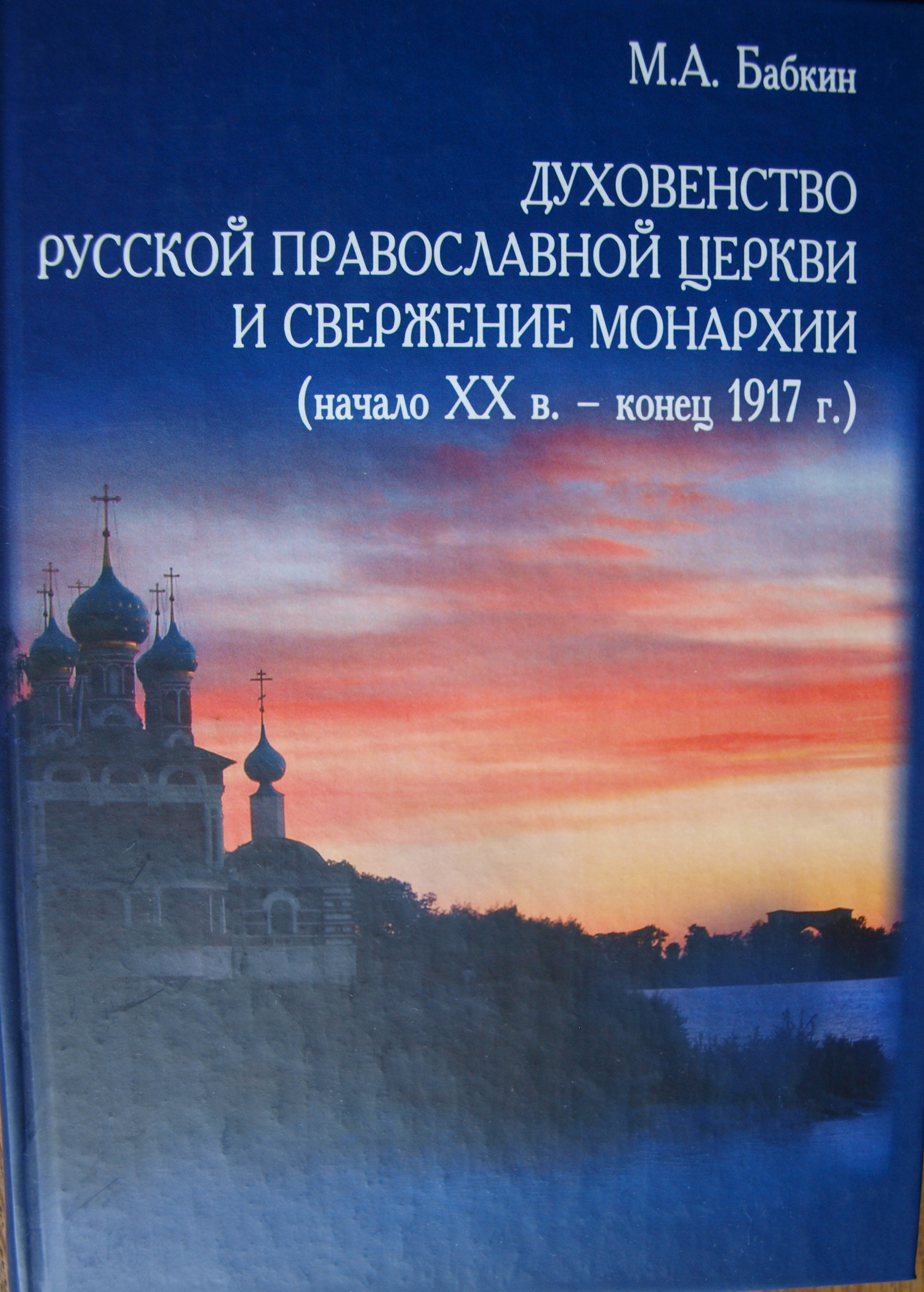
Обложка монографии М. Бабкина
«Духовенство РПЦ и свержение монархии…» (М.: ГПИБ, 2007).

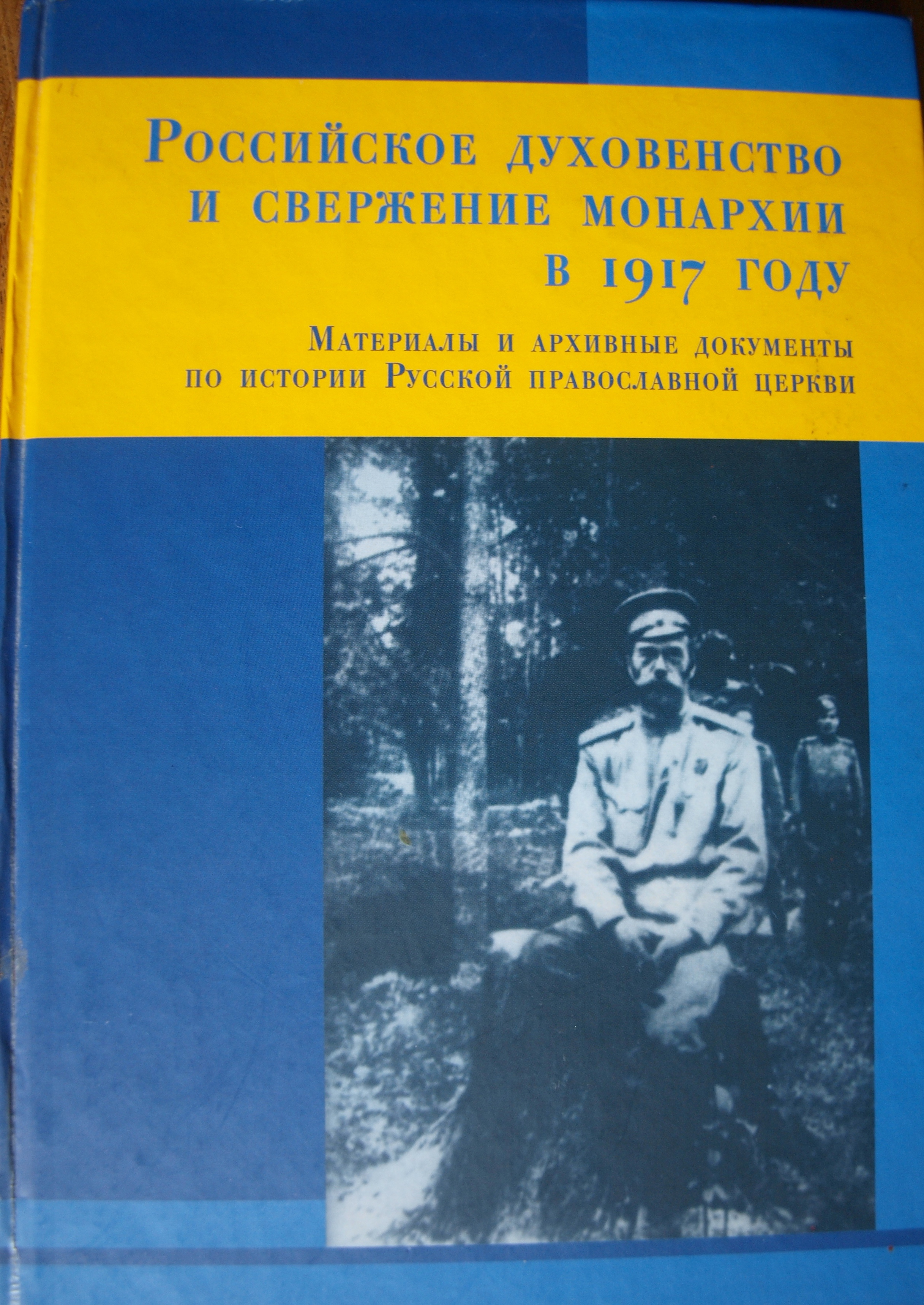
Обложка сборника документов
М. Бабкина «Российское духовенство и свержение монархии
в 1917 году…» (М.: Индрик, 2006).

Общий объём «Священства и Царства…» по сравнению с «Духовенство РПЦ и свержение монархии…» увеличен более чем в два раза. Аргументация в «Священство и Царство…» существенно усилена. Концептуально обе монографии тождественны.
В 2018 году Михаилом Бабкиным был выпущен сборник документов «Конфессиональная политика Временного правительства России», являющийся продолжением темы «Священства и Царства…».

## Описание
«Священство и Царство…» состоит из двух вступительных статей, двух частей («Исследования» и «Материалы»), научно-справочного аппарата и иллюстративного материала. В первой части (свыше 600 страниц) — авторский текст, во второй (300 страниц) — приложения: публикуются документы, концептуально продолжающие сборник «Российское духовенство и свержение монархии в 1917 году…».
План монографии:
- Вступительные статьи — протоиерея В. В. Асмуса и автора («Из истории написания книги»).
- Структура части «Исследования»:
  - Вместо предисловия. («О филологической стороне проблемы»)
  - Глава I. Российская православная церковь в начале XX века
  - Глава II. Позиция Святейшего правительствующего синода РПЦ в процессе свержения монархии
  - Глава III. Высшее и рядовое духовенство РПЦ и свержение монархии
  - Глава IV. 1917-й: от Февраля к Октябрю
  - Глава V. Поместный собор РПЦ 1917—1918 гг.: «священство против царства»
  - Глава VI. Высшие органы управления РПЦ и советская власть: «противостояние» священства большевистскому «царству»
  - Заключение
  - Вместо послесловия (I)
  - Вместо послесловия (II)
- Часть «Материалы» включает в себя девятнадцать Приложений.
- Научно-справочный аппарат состоит из четырёх указателей (сравнительный топонимический, библейских цитат, именной (исторических лиц) и именной (цитируемых авторов, составителей, публикаторов, редакторов, переводчиков)), трёх перечней, четырёх списков и двух информационных справок[21].
- В конце книги помещено 42 иллюстрации: в основном — фотокопии различных документов и страниц богослужебных книг.

Гриф — Историко-архивного института РГГУ.

## Источниковая база
Источниковая база монографии — комплекс законодательных и правительственных актов, касающихся жизни Православной российской церкви, документы официальных церковных структур, материалы нескольких федеральных и региональных архивов, дневники, мемуары, частная переписка участников событий, светская и церковная периодическая печать, богослужебные книги различных лет издания, богослужебные тексты, ставленнические и другие чины, церковные календари, церковная символика и проч..

## Методы исследования
- Тощенко Ж. Т. (Институт социологии РАН) говорит, что монография Бабкина является «воплощением междисциплинарного подхода», что в ней «используются методы не только истории, но и политической экономии, социологии, политологии, а в ряде случаев и социальной психологии»[8].
- Миронов Б. Н. (Институт истории СПбГУ) указывает, что «своим открытиям Бабкин обязан междисциплинарному характеру» своего исследования, в котором использованы богословский и исторический подходы[22].

## Основные тезисы монографии
- С рубежа XIX—XX веков вплоть до начала Февральской революции представителями высшей иерархии Православной российской церкви проводилась деятельность, направленная на ограничение участия императора в церковном управлении и на «отдаление» церкви от государства.
- Православный император имел особый статус в Православной церкви.
- Духовенство едва ли не демонстративно уклонялось от разработки богословского взгляда на царскую власть. Оно придерживалось «рациональных» оценок, дававшихся царской власти юристами и историками, уклоняясь от обсуждения и решения такого принципиального вопроса, как церковные полномочия императора и так называемые священные права помазанника Божьего.
- Меры, предпринимавшиеся представителями епископата в предреволюционные годы, были направлены на десакрализацию власти российского самодержца. Они сводились к укоренению в сознании паствы представлений о царе не как о духовно-харизматическом лидере народа и «Божием установлении» (помазаннике), а как о мирянине, находящемся во главе государства.
- Богослужебное поминовение государственной власти является определённым политическим символом, по которому можно заключить об отношении Православной церкви и правительства (политического режима).
- С начала XX века священноначалие проводило работу над литургийными текстами, принижая в них поминовение царствующей династии и возвышая архиереев.
- В схемах церковно-государственных отношений, которые отстаивала иерархия, особое место занимал вопрос о патриаршестве. Патриарх мыслился как неподконтрольное императору лицо. В лице патриарха император мог получить центр оппозиционно настроенных сил клерикализма.
- Епископат Православной российской церкви с начала XX века постепенно становился в оппозицию к царской власти, стремясь освободиться от государственного надзора и опеки, желая получить возможность самоуправления.
- Основным мотивом действий высшего духовенства было стремление избавиться от императора как от своего «харизматического конкурента» и разрешить многовековую проблему «священства-царства» в свою пользу.
- Не сумев добиться автономии, иерархи стали связывать свое освобождение со свержением монархии.
- Стремясь увеличить свою власть за счет умаления прав верховной власти в области церковного управления, видные представители высшего духовенства работали, по существу, на революцию.
- В период российской революции 1905 года многие архиереи публично проявили оппозиционные настроения.
- В вопросе о миропомазании императоров представители иерархии Православной российской церкви буквально диаметрально расходились во мнениях. Возникновение подобных расхождений было обусловлено по сути «вакуумом» в таких вопросах, как церковное учение о царской власти и права императора в церкви. «Вероисповедные разногласия» послужили одной из важнейших причин Февральской революции 1917 года.
- В период, предшествовавший 1917 году, в России резко обозначился до конца не разрешенный вопрос многовекового спора духовной (церковно-иерархической) и светской (императорской) властей − кто харизматически выше и, следовательно, главнее: «священство» или «царство», духовная или светская власть? Возможность же окончательного решения этой проблемы в свою пользу видные представители духовенства начали связывать с возможностью исчезновения царской власти как таковой и с заменой её народовластием.
- Накануне 1917 года в России сложилась такая ситуация, что сама официальная церковь стремилась «отдалиться» от православной империи. При этом церковь желала сохранить свои финансово-политические привилегии: первенствующее и господствующее положение по сравнению с другими конфессиями, а также во многом — государственное обеспечение.
- В 1917 году имела место кульминация и развязка многовековой истории отношений священства и царства в России.
- Члены высшего органа церковного управления (Святейшего правительствующего синода) фактически признали революционную власть до отречения от престола Николая II.
- После отречения Николая II новым императором стал Михаил Александрович, который после 3 марта 1917 года продолжает именоваться великим князем лишь в силу историографической традиции.
- Великий князь Михаил Александрович от престола не отрекался: он лишь передал вопрос о форме власти на рассмотрение будущего Учредительного собрания.
- Дом Романовых в целом не отрекался от престола.
- С 3 марта 1917 года в России установилось «междуцарствие».
- С первых дней Февральской революции духовенство решило воспользоваться сложившейся в стране политической ситуацией для осуществления своих стремлений к освобождению от «императорского порабощения».
- 7-8 марта Синод упразднил молитвы о царской власти и признал Дом Романовых «отцарствовавшим», фактически не допуская право выбора Учредительного собрания в пользу монархии.

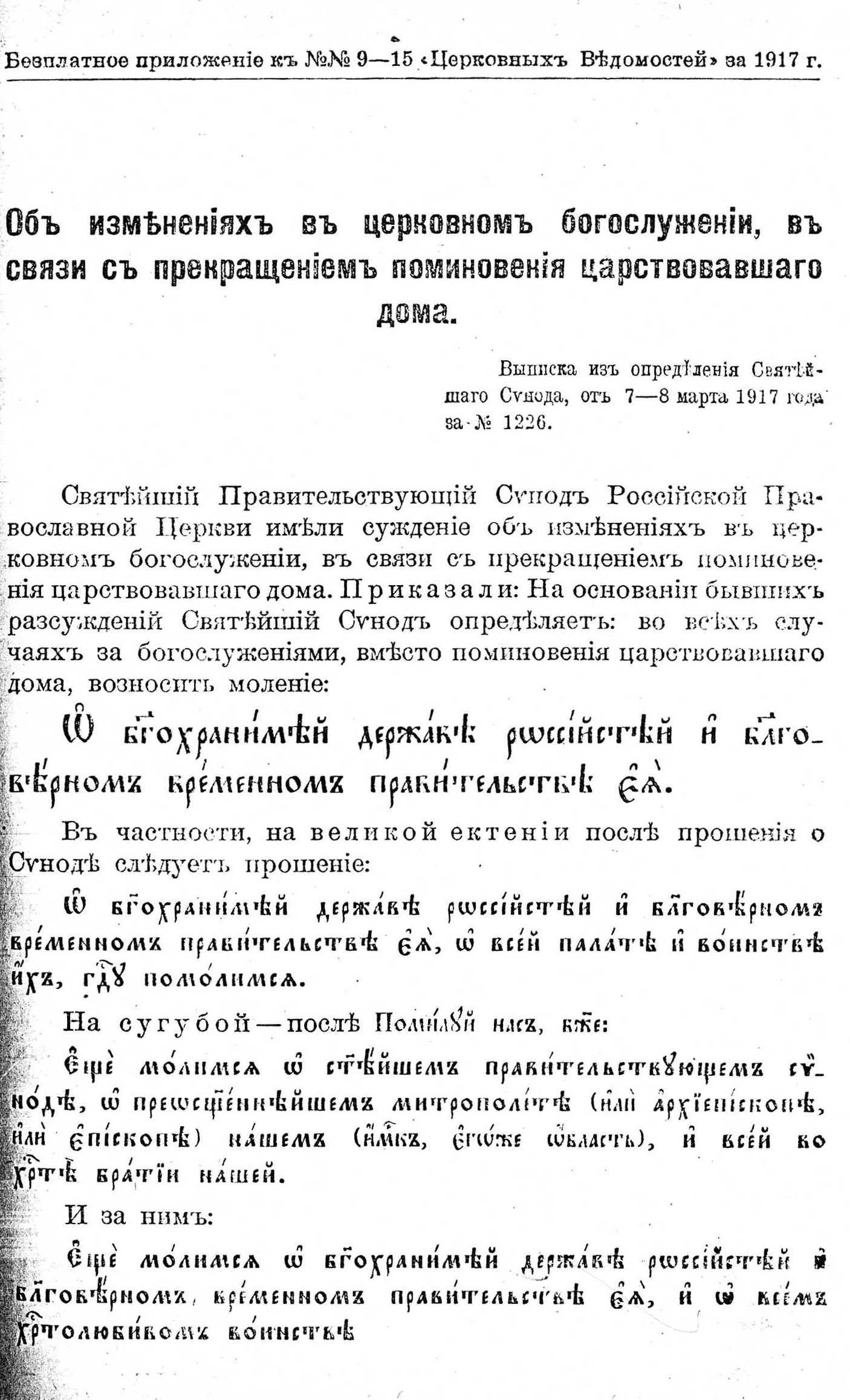
1-я страница «Бесплатного приложения к № 9-15 журнала „Церковные ведомости“» за 1917 год с определением Св. синода
№ 1226 от 7-8.03.1917 года: упоминание Царствующего Дома в прошедшем времени — «царствовавшим».

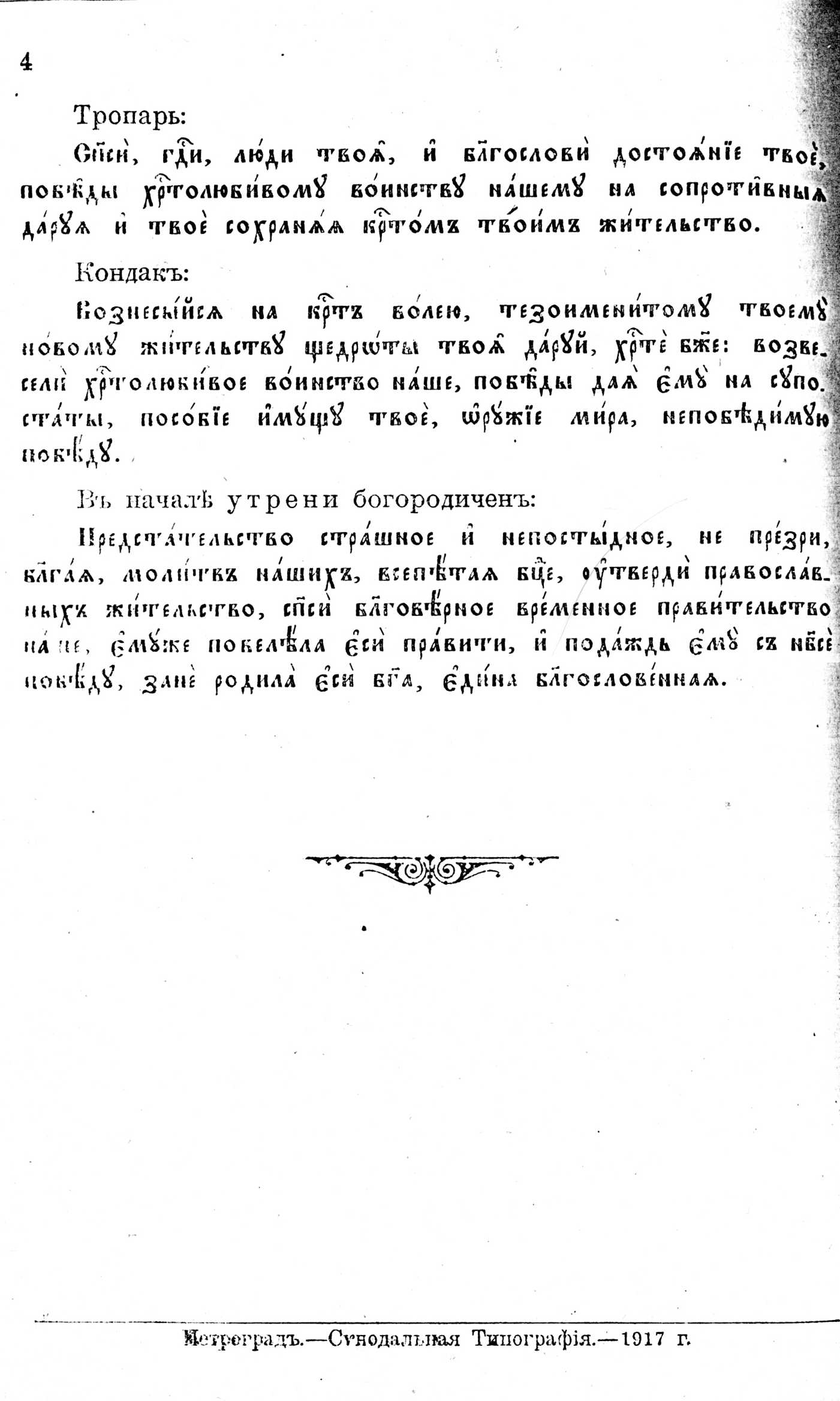
4-я страница «Бесплатного приложения к № 9-15 журнала „Церковные ведомости“» за 1917 год с определением Св. синода
№ 1226 от 7-8.03.1917 года: констатация, что Временное правительство «правит» по «повелению» Богородицы.

- Высшая церковная иерархия корректировала богослужебные тексты в угоду политической конъюнктуре: повсюду из богослужебных текстов убиралось не только любое упоминание императора, но и вообще какое бы то ни было упоминания слова «царь». Исправления нередко принимали абсурдный характер.
- 7-9 марта 1917 года в церковно-монархическом лозунге «За Веру, Царя и Отечество» церковь исключила девиз «за Царя», тем самым отказавшись от исторически сложившейся государственно-монархической идеологии. Отказ церкви от девиза «за Царя» способствовал уходу с российской политической сцены монархического движения.
- К концу марта 1917 года все места богослужебных, ставленнических и других чинов Православной российской церкви, где ранее поминалась царская власть, были исправлены Синодом. Содержание изменённых книг соответствовало республиканскому устройству России как якобы свершившемуся факту.
- Позиция высшего духовенства свидетельствовала о том, что иерархи решили воспользоваться политической ситуацией для осуществления своего желания получить освобождение от влияния императора («светской» власти) на церковные дела и фактически избавиться от царя как своего «харизматического конкурента».
- Духовенству Православной российской церкви принадлежит приоритет в изменении государственной, исторически сформировавшейся монархической идеологии Российской империи.
- Священнослужителям принадлежит временной приоритет в узаконивании российской демократии (народовластия): Россия официально была провозглашена республикой через шесть месяцев после начала Февральской революции, а Синод благословил республику «молитвенно-духовно» (и «богословски», и «богослужебно») через шесть дней.
- Члены Святейшего синода, приведя православную паству к присяге на верность Временному правительству и не освободив народ от действовавшей присяги на верноподданство императору, подвигли, по сути, российских граждан на клятвопреступление.
- Одобряя свержение монархии и приводя народ к присяге революционной власти, духовенство придавало законный характер упразднению харизматической государственной власти с той целью, чтобы обеспечить существование в стране, по сути, любой формы власти, лишь бы та не обладала божественной харизмой.
- Альтернатива действиям Святейшего синода существовала.
- Синод сыграл одну из ведущих ролей в свержении монархии.
- Высшее духовенство Православной российской церкви представляло собой своего рода революционную силу, которая, наряду с либеральной интеллигенцией, приняла непосредственное участие в процессе свержения монархии.
- Февральская революция уничтожила царскую власть как «сакрального конкурента» епископской власти, поэтому и была поддержана духовенством.
- Широкие слои российского духовенства в целом относились к императорской власти не как к сакральной власти помазанника Божьего, а как к переходной форме политической системы, соответствующей определённому историческому этапу развития России.
- Духовенство освящало своим присутствием «праздники революции», способствовало сакрализации символов революции.
- Избранный на Поместном соборе 1917—1918 годов патриарх узурпировал церковные права императора. Патриарху были усвоены некоторые атрибуты православного монарха.
- После восстановления в Православной российской церкви патриаршества высшим духовенством были произведены существенные изменения богослужебных чинопоследований и титулований иерархов: резко сокращено поминовение мирских властей, существенно расширен титул патриарха.
- После избрания патриарха церковные полномочия царя в полной мере перешли к духовенству.
- Октябрьский этап Революции 1917 года («второй религиозный переворот» 1917 года) для архипастырей и пастырей РПЦ был неким историческим «возмездием» за осуществление ими «„первого“ — Февральского»[6][9][14][15][17][23][24][25][26][27][28][29][30].
- Один из созданных духовенством мифов революционной поры связан с толкованием обретения «Державной» иконы Божией Матери.
- Патриарх Тихон не предпринял шагов для поддержки арестованного Николая II, дистанцировался и от расстрелянного помазанника.
- Коллизия «священства-царства» существует и в современном обществе[24].
- Современная церковная конъюнктура состоит в том, чтобы «всячески умалчивать о вкладе духовенства в революционное движение вообще и о роли иерархии в свержении монархии в частности»[31].

## Отзывы рецензентов и оппонентов
Об исследовательской концепции Михаила Бабкина историки говорят, что «её нельзя не признать революционной». Они отмечают, что автор «решительно порывает с представлениями, утвердившимися в историографии относительно роли духовенства в революционных событиях начала XX века», что он — «бескомпромиссный обличитель конъюнктурности и сусальности в исторической науке». Рецензенты констатируют, что его книга «Священство и Царство…» «многими воспринимается как „бомба“, подложенная под устоявшиеся представления о симфонии Церкви и монархического начала в поздней Романовской империи», что его публикации «при всей их академической безупречности вполне можно назвать „скандальными“», что они «переворачивают общепринятые представления о событиях начала XX века и роли Российской Православной Церкви в этот сложнейший период» и «объективно взрывают ту картину трагической истории Русской Церкви XX века, что обрела в последние два десятилетия статус канонической».
По мнению Владимира Карпеца, изыскания Михаила Бабкина показали несостоятельность как советской, так и антисоветской версии о «монархическом духовенстве», обнажили проблему участия в Февральской революции епископата Православной российской церкви и «предельно объяснили», почему идея православной монархии далеко не популярна в сегодняшних церковных кругах.
Жан Тощенко оценивает монографию «Священство и Царство…» как «честный, откровенный и аргументированный, хотя и не бесспорный анализ взаимоотношений светских и духовных властей». Он считает, что из книги следуют важные для этих властей выводы.
Отдельные рецензенты высказывают надежду, что монография Бабкина как в научных кругах, так и среди православной общественности «послужит отправной точкой для оживленной дискуссии» о приемлемой форме соотношения «священства» и «царства».
Специалисты говорят, что Бабкин сделал научные открытия: «самое парадоксальное» из них, по мнению Бориса Миронова — «de facto пролиберальная позиция Русской православной церкви». Другое его открытие, сделанное при анализе богослужебных книг второй половины XIX — начала XX века, что «статус церковного поминовения архиереев на богослужениях повысился, в то время как статус поминовения императора понизился, вплоть до полного „исчезновения“ упоминания помазанника Божьего в марте 1917 года». М. В. Каиль отмечает, что выявление роли Синода в событиях Февральской революции относится «к числу важнейших открытий» автора.
Учёные отмечают обширную источниковую базу проведённого Бабкиным исследования, отмечая, что автор привлёк большой массив ранее не использовавшихся источников.
Бабкин примыкает к тем дореволюционным правоведам и канонистам, которые отстаивали правомочность распространения власти православных императоров на область церковно-правительственного управления, на охрану вероучения и соблюдение церковного благочиния. Он разделяет точку зрения священника Павла Флоренского, что «самодержавие есть понятие вероучительное, а не правовое». Сакральный статус русских царей Михаил Бабкин выводит из сакрального статуса византийских василевсов, власть которых являлась не столько государственным (политическим), сколько церковным институтом.
Специалисты говорят, что в конфликте священства и царства симпатии автора — на стороне царства, но при этом отмечают, что его книга не менее полезна для тех читателей, которые готовы принять сторону священства или смотреть на этот конфликт со стороны. Одни видят «плюс» от соединения в монографии теологии и истории (Борис Миронов), другие — «минус» (Борис Колоницкий).
Одни историки говорят, что «логика Бабкина имеет причудливый характер», что его выводы «не историчны», поскольку Святейший синод никак не связан с византийской традицией, поскольку автор «Священства и Царства…» рассматривает Византию, Московское царство и Российскую империю не как различные, хотя и преемственные государства, но как проявления единого целого, показывает духовенство силой, на протяжении столетий преследующей одни и те же политические цели. Другие утверждают обратное: что весь период Христианской церкви «един в своих основах, в принципах соотношения императорской и церковно-иерархической власти», что выводы Бабкина «объективные и обоснованные», «ранее не встречавшиеся в нашей науке», что они «основательно аргументированы», хотя и вызывают некоторые возражения.
Отдельные специалисты говорят, что работы М. А. Бабкина «поднимают тему ответственности» высшего духовенства Российской Православной Церкви за свержение монархии в России, за разрушение православного царства и за трагедию, которая разыгралась в октябре 1917 года. При этом звучат мнения, что в работах Бабкина «духовенство тенденциозно представлено как революционная сила»
Тюренков М. А. (гл. ред. портала «Pravkniga.ru») отмечает отсутствие у М. А. Бабкина «традиционного для церковных историков протокольного пиетета», обусловленного «специфическим авторским отношением к священноначалию» рассматриваемого им периода. Он говорит: «Мы впервые после советского периода сталкиваемся с академической критикой церковной иерархии начала XX столетия. Только, если судить в общественно-политических категориях, это — критика не „слева“, а „справа“».
Исследование М. А. Бабкина «весьма неудобно для официозной церковной историографии». Ему оппонирует ряд историков, состоящих в структурах Московского патриархата или работающих в подчинении иерархов РПЦ:
- Мазырин А. В. (священник, ПСТГУ) говорит, что М. А. Бабкин «склонен развивать теорию „антимонархического заговора с участием высшего духовенства“», которое было движимо желанием «уничтожить, свергнуть царскую власть как „харизматического конкурента“». «Принять такое объяснение мотивов высших иерархов не представляется возможным», — констатирует он[48].
- Гайда Ф. А. научный сотрудник ПСТГУ[49], доцент МГУ[50] пишет: «Несмотря на то, что работа основана на диссертационном исследовании и заявлена как „научное издание“ (причем даже имеет гриф Историко-архивного института РГГУ), она далеко не полностью отвечает соответствующим требованиям. Сколько-нибудь развернутая научная постановка проблемы в работе отсутствует. Нет также общих источниковедческого и историографического разделов, библиографии (зато её заменяют перечни собственных работ Бабкина и посвященных их обсуждению „научных мероприятий“, что лишь подчеркивает личную скромность ученого). Научный характер работе придают, пожалуй, лишь сноски, но и они подчас имеют характер публичных откровений»[3]. «Все элементы жанра фэнтези у Бабкина налицо: безудержный полет фантазии, смешение реального и вымышленного, сверхъестественные явления, интригующий сюжет, средневековые образы и архетипические сюжеты. Можно было бы также провести сравнительное исследование на тему: „Концепция Бабкина как Новая хронология священства-царства“. Все основания для этого есть: один из авторов „Новой хронологии“ Г. Носовский, как и Бабкин, не имеет базового исторического образования и тоже является старообрядцем». По мнению Ф. А. Гайды, монография «Священство и Царство…» «лишь создает дополнительные фантомы» на пути к осознанию трагических событий, происходивших с Россией век назад[51].
  - Борис Миронов отметил, что данная рецензия содержит «переход на личности (что обычно происходит тогда, когда рациональных аргументов недостаточно)». Далее: «<Гайда> вспоминает, что Бабкин не имеет базового исторического образования, как и авторы „Новой хронологии“, явно намекая на дилетантизм; использует такие обороты речи, как „головокружительная концепция“, „причудливая логика“ и т. д., чтобы принизить значение выводов. Между тем М. А. Бабкин, насколько мне известно, имеет богословское образование, несколько лет работал чтецом в московском храме…, сделал адекватные выводы… Однако автору рецензии Ф. А. Гайде кажется, что выводы М. А. Бабкина не вытекают из источников, а являются фантазиями»[52].
- Беглов А. Л. (доцент кафедры теологии НИЯУ МИФИ (заведующий кафедрой — митрополит Волоколамский Иларион (Алфеев)); ИВИ РАН) считает, что выстраивая и аргументируя свою концепцию, М. А. Бабкин «систематически нарушает принцип историзма», предполагающий изучение событий и явлений прошлого и отражающих их источников в историческом контексте. Концепция Бабкина, считает Беглов, носит «парарелигиозный характер», а сам её автор «последовательно неисторичен»: «Противоборствующие в его книге „священство“ и „царство“, по сути — надисторические субстанции». Он резюмирует: «Вышла лишь имитация научного исследования, декларативные „выводы“ и гипотезы которого, по сути, оторваны от собранного автором обширного материала»[53].

Монография М. А. Бабкина является фундаментальным исследованием истории РПЦ в позднеимперской России. Автор сделал ряд новых свежих выводов, некоторые из которых требуют дальнейшего изучения и пока имеют статус научной гипотезы. То, что выводы вызывают жаркие споры, свидетельствует о плодотворности проделанной им работы, о её научной новизне и значимости.
— Миронов Б. Н.: итоговый вывод рецензии на книгу Бабкина М. А. «Священство и Царство…» (СОЦИС. 2013. № 2. С. 158).
Написание Бабкиным в своих трудах имени Исус Христос с одной буквой «И» даёт основание оппонентам из РПЦ говорить о его принадлежности к старообрядцам-беспоповцам, то есть в предвзятом отношении к РПЦ, юрисдикцию которой он покинул.
Исследование Бабкина активно используется во внутренней полемике различных религиозных групп: в частности — епископом Чукотским Диомидом (Дзюбаном), который в 2008 году обвинил священноначалие РПЦ в том, что оно придерживается «цареборческой ереси», и который провозгласил «еретикам-цареборцам» анафему.

## Перечень рецензий на монографию
Печатные рецензии:
- Ауров О. В. Блажен, кто верует… // Свободная мысль. — М.: 2011. № 5 (1624). С. 212—215.
- Шубин А. В. Священство против Царства // Родина. — М.: 2011. № 8. С. 88—89.
- Мальцев В. Какое царство, такое и священство // НГ-религии. — М.: 2011. № 14 (296). 17 августа. С. 7.
- Галузо В. Н. История и право: поиск оптимального сочетания // Государство и право. — М.: 2011. № 9. С. 122—124.
- Шевырин В. М. [Реф. кн.] // Социальные и гуманитарные науки. Отечественная и зарубежная литература. Серия 5: История: Реферативный журнал. — М.: 2011. № 4. С. 100—108.
- Антоненко С. Г. «Священство и царство»: в поисках утраченной симфонии? / Мир веры и мир истории: «параллельные вселенные» или «сталкивающиеся миры»? // Исторические исследования в России — III. Пятнадцать лет спустя /Под ред. Г. А. Бордюгова. — М.: АИРО-XXI. 2011. С. 435, 439—445.
- Каиль М. В. Священство против Царства: новый взгляд на взаимоотношения церковной и светской властей в революционной России // Новый исторический вестник. — М.: 2011. № 4 (30). С. 97—105.
- Гуревич П. С. Рец. на кн. // Личность. Культура. Общество. — М.: 2011. Т. XIII. Вып. 4 (№ 67-68). С. 364—365.
- Lourié B. Рец. на кн. // Scrinium. — NJ.: Gorgias Press, Piscataway. (Edited by R. Krivko, B. Lourié, A. Orlov.) 2011—2012. Т. 7-8. Part II. P. 356—357. (англ.)
- Миронов Б. Н. За Веру и Отечество // Эксперт. — М.: 2012. № 18 (801). 7-13 мая. С. 66.
- Вяткин В. В. Что выше — священство или царство? // Вестник архивиста. — М.: 2012. № 2 (118). С. 304—307.
- Колоницкий Б. И. Отзыв о кн. Зачитан при обсуждении доклада Бабкина М. А. на расширенном заседании Отдела истории общественного движения и революций России: СПбИИ РАН, 19.04.2012.
- Карпец В. И. Битва за историю // Газета «Завтра», 13.06.2012
- Андреева Л. А. Рец. на кн. // Вопросы философии. — М.: 2012. № 10. С. 180—182.
- Тощенко Ж. Т. [Рец. на кн.] // Вопросы истории. — М.: 2012. № 11. С. 170—173.
- Костриков С. П. [Рец. на кн.] // Отечественные архивы. — М.: 2013. № 1. С. 129—130.
- Миронов Б. Н. Рец. на кн. // Социологические исследования (СОЦИС). — М.: 2013. № 2. С. 155—158.
- Гайда Ф. А. Священство и царство в жанре фэнтези // Вестник Православного Свято-Тихоновского гуманитарного университета. Серия II: История. История РПЦ. — М.: 2013. Вып. 5 (54). С. 131—143.
- Беглов А. Л. Рец. на кн. // Российская история. — М.: 2014. № 4. С. 227—232.

Рецензии на интернет-ресурсах:
- Чудинов В. А. Соотношение церковной и светской власти по М. А. Бабкину // Сайт Инст-та древнеславянской и древнеевразийской цивилизации, 22.09.2011
- Бычков С. С. Рец. на кн. // Портал-Credo.ru, 07.2011
- Стогов Д. И. Церковно-государственные отношения в России начала XX века // Русская народная линия, 22.09.2011

## Основные интервью и выступления автора по теме монографии
- Бабкин М. А. Тезисы доклада на научно-исследовательском семинаре по социологии религии социологического факультета МГУ // Портал-Credo.ru, 27.05.2010
- Кротов Я. Г., священник. С христианской точки зрения // Радио "Свобода", 05.03.2011
- Тюренков М. Интервью с Михаилом Бабкиным: Священство и Царство в начале XX века // Татьянин день, 23.09.2011
- Солдатов А. Интервью: Доктор исторических наук Михаил Бабкин о своей нашумевшей монографии, проблеме «священства и царства», об амбициях РПЦ МП и староверии // Портал-Credo.ru, 12.10.2011
- Механик А. Церковь и революция // Эксперт, 12-18.03.2012
- Аннотация доклада и его обсуждения, а также сам доклад и часть его обсуждения на заседании Отдела истории общественного движения и революций России СПбИИ РАН, 19.04.2012
- Видео-интервью корреспонденту Общероссийского общественного движения «Национальная идея России», 13.10.2017
- Камакин А. Как Церковь свергла царскую власть: историк, открывший правду, боится удара топором // Московский комсомолец, 07.12.2017 (Заголовок в газете: «Революция милостью божьей». Опубликовано в газете «Московский комсомолец» № 27566 от 8 декабря 2017)
- Журфи́кс Московского Дворянского собрания. Ведущий — предводитель Московского Дворянского собрания О. В. Щербачёв // Государственный музей Л. Н. Толстого, 8.02.2018. (Статья о мероприятии: Крушельницкий А. В. Православное российское духовенство в 1917 году // Русская народная линия, 12.02.2018).
- Бабкин М. А. «1917 год: Проблема священства и царства»: Доклад на Международной конференции «Религия и русская революция» (РАНХиГС) // Публикация на портале Правмир.ру, 3.01.2018
- Бабкин М. А. Доклад «Поминовение императора в Православной российской церкви в февральско-мартовские дни 1917 года (на примере „Часослова учебного“)» на конференции «Духовное наследие Византии и Афона в истории и культуре России», проходившей в рамках XXVII Международных Рождественских образовательных чтениях (Храм Христа Спасителя), 28.01.2019
- «Встреча с историком» в «Клубе историков „Клио“». Тема — «Духовенство РПЦ и свержение монархии в 1917 году». Лектор — М. А. Бабкин, ведущий — В. В. Корнеев // Сайт «Клуба историков „Клио“», 28.11.2019